# 非洲友好城市或姐妹城市列表
以下為非洲國家城市與各個城市結為友好城市或姐妹城市之列表。通常他們會被稱為「友好城市」（通常在歐洲）或者「姐妹城市」（通常在其他地方）。儘管大部分包括的地方為城鎮，但該列表還包括具有相似聯繫的村、市、區和縣。

## 阿爾及利亞
阿爾及爾
- 加拿大蒙特利尔[1]
- 保加利亞索非亞[2]

安納巴
- 突尼西亞比塞大[3]
- 俄羅斯葉卡捷琳堡[4]

卜利達
- 保加利亞季米特洛夫格勒市[5]
- 保加利亞卡贊勒克[6]
- 法國梅斯[7]

比斯克拉
- 俄羅斯馬哈奇卡拉

謝利夫
- 北馬其頓斯科普里

君士坦丁
- 法國格勒諾布爾[10]
- 突尼西亞蘇塞[11]

穆阿斯凱爾
- 土耳其布爾薩[12]
- 美國艾喀德[13]

瓦赫蘭
- 西班牙阿利坎特
- 法國波爾多
- 塞內加爾達喀爾
- 南非德班
- 古巴哈瓦那
- 沙烏地阿拉伯吉達
- 突尼西亞斯法克斯
- 約旦扎爾卡

塞提夫
- 法國里昂[15]
- 法國雷恩[16]
- 摩洛哥丹吉爾[17]

提濟烏祖
- 突尼西亞莫納斯提爾[18]
- 法國永河畔拉羅什[19]

特萊姆森
- 西班牙格拉納達
- 法國里尔
- 法國蒙彼利埃
- 法國楠泰爾
- 波赫塞拉耶佛

## 安哥拉
卡賓達
- 巴西坎皮納斯

萬博
- 葡萄牙阿馬多拉[23]
- 葡萄牙卡爾達斯達賴尼亞[24]
- 葡萄牙布朗庫堡[25]

洛比托
- 美國洛厄尔[26]
- 葡萄牙塞沙爾[27]
- 葡萄牙辛特拉[28]

罗安达
- 巴西贝洛奥里藏特[29]
- 美國休士頓[30]
- 葡萄牙里斯本[31]
- 墨西哥瓦哈卡市[32]
- 葡萄牙波爾圖[33]
- 巴西薩爾瓦多[34]

盧班戈
- 葡萄牙卡爾達斯達賴尼亞[24]
- 葡萄牙聖塔倫[35]

## 貝寧
阿波美
- 捷克俄斯特拉发

科托努
- 象牙海岸阿比让[37]
- 美國亞特蘭大[38]
- 法國羅尼蘇布瓦[39]
- 中華民國臺北市[40]

朱古
- 法國埃夫勒[41]
- 卡達沃克拉[42]

波多诺伏
- 法國里昂

## 波札那
弗朗西斯敦
- 比利時亨克
- 中華人民共和國泰安市

嘉柏隆里
- 美國伯班克

## 布吉納法索
博博迪烏拉索
- 馬里巴馬科[46]
- 象牙海岸布瓦凱[47]
- 法國香檳沙隆[48]
- 摩洛哥費茲[49]

布塞
- 美國迪卡特

杜魯拉
- 法國貝桑松

法達恩古爾馬
- 法國埃佩爾奈[52]
- 美國大巴靈頓 (麻薩諸塞州)[53]

加朗戈
- 德國拉登堡
- 法國拉瓦勒

卡亞
- 美國薩凡納

瓦加杜古
- 法國波爾多[55]
- 英國威爾斯不列登渡口（英语：Briton Ferry）[56]
- 法國格勒諾布爾[10]
- 比利時埃諾地區勒茲[57]
- 法國盧丹[58]
- 法國里昂[15]
- 法國尼斯[59]
- 中華民國臺北市[40]
- 中華人民共和國鄭州市[60]

瓦希古亞
- 法國尚贝里
- 美國迪卡特

萨波内
- 法國布雷斯特

## 蒲隆地
布琼布拉
- 南非開普頓[63]
- 中華人民共和國合肥市[64]

## 喀麥隆
巴門達
- 荷蘭多德雷赫特[65]
- 美國洛厄尔[66]

杜阿拉
- 美國費城[67]
- 中華人民共和國太原市[68]

林貝
- 美國西雅圖

雅温得
- 希臘埃澤薩
- 中華人民共和國瀋陽市
- 義大利烏迪內

## 中非共和國
班基
- 土耳其恰卡亞（英语：Çankaya, Ankara (district)）

## 查德
恩賈梅納
- 土耳其伊斯坦堡[73]
- 中華人民共和國柳州市[74]
- 俄羅斯斯圖皮諾[75]

## 剛果共和國
布拉柴维尔
- 美國博林布魯克
- 中華人民共和國長沙市
- 塞內加爾達喀爾
- 德國德累斯顿
- 古巴哈瓦那
- 剛果民主共和國金夏沙
- 茅利塔尼亞努瓦克肖特
- 法國兰斯

黑角
- 中華人民共和國大連市[78]
- 美國新奧爾良[79]
- 中華人民共和國蘇州市[80]

## 剛果民主共和國
布卡武
- 義大利巴勒莫

金夏沙
- 土耳其安卡拉[82]
- 剛果共和國布拉柴维尔[76]
- 塞內加爾達喀爾[76]

盧本巴希
- 比利時列日

## 吉布地
吉布地市
- 美國聖保羅[84]
- 土耳其桑贾克泰佩[85]

## 赤道幾內亞
馬拉博
- 墨西哥瓜達拉哈拉[86]
- 西班牙馬德里[87]

## 史瓦帝尼
曼齊尼市
- 英國英格蘭基斯利

墨巴本
- 美國沃斯堡
- 莫三比克馬托拉
- 南非姆博貝拉自治市（英语：Mbombela Local Municipality）
- 中華民國臺北市

## 衣索比亞
阿達瑪
- 美國奧羅拉

亚的斯亚贝巴
- 土耳其安卡拉
- 以色列貝爾謝巴
- 中華人民共和國北京市
- 韓國春川市
- 辛巴威哈拉雷
- 南非約翰尼斯堡
- 蘇丹喀土穆
- 德國萊比錫
- 尚比亞路沙卡
- 法國里昂
- 肯亞奈洛比
- 美國華盛頓特區

阿克蘇姆
- 美國丹佛

巴赫達爾
- 以色列阿什杜德[94]
- 美國克里夫蘭[95]
- 美國麦迪逊[96]
- 美國奧克蘭[97]

德雷達瓦
- 中華人民共和國石家莊市

貢德爾
- 美國科瓦利斯
- 美國蒙哥馬利縣
- 以色列里雄萊錫安

默克萊
- 以色列拉姆拉[100]
- 德國維滕[101]

## 加彭
利伯维尔
- 南非德班[102]
- 法國尼斯[59]

## 甘比亞
班竹
- 塞內加爾達喀爾[103]
- 卡達杜哈[104]
- 中華人民共和國南寧市[105]
- 比利時奥斯坦德[106]
- 中華民國臺北市[40]

卡尼芬县
- 美國麦迪逊[96]
- 美國孟菲斯[107]

## 迦納
阿博阿泽
- 美國水牛城

阿克拉
- 美國阿克伦
- 南非開普頓
- 美國夏延
- 美國芝加哥
- 美國哥倫比亞
- 美國哥倫布
- 美國北邁阿密海灘[111]

海岸角
- 德國波恩[112]
- 美國水牛城[108]
- 美國漢諾威公園[113]
- 美國新奧爾良[114]

庫馬西
- 美國夏洛特[115]
- 美國紐華克[116]
- 中華人民共和國溫州市[117]
- 美國溫斯頓-撒冷[118]

塞康第-塔科拉迪
- 美國波士頓[119]
- 美國奧克蘭[97]

蘇尼亞尼
- 美國塔斯卡盧薩

塔馬利
- 美國路易維爾

泰奇曼
- 美國塔斯卡盧薩

特馬
- 美國哥倫比亞[123]
- 英國英格蘭格林威治區
- 美國諾福克[124]
- 美國聖地牙哥

溫尼巴
- 美國伯明翰[125]
- 美國夏洛蒂鎮[126]
- 美國洛厄尔[26]

## 幾內亞
科納克里
- 美國克利夫兰[95]
- 塞內加爾達喀爾[103]

## 幾內亞比索
比索
- 葡萄牙阿格達[127]
- 土耳其安卡拉[82]
- 塞內加爾達喀爾[103]
- 葡萄牙里斯本[31]
- 葡萄牙辛特拉[28]
- 中華民國臺北市[40]

卡謝烏
- 葡萄牙里斯本

## 象牙海岸
阿比让
- 貝寧科托努[37]
- 法國馬賽[128]
- 法國尼斯[129]
- 美國舊金山[130]
- 巴西聖保羅[131]
- 中華人民共和國天津市[132]
- 葡萄牙維塞烏[133]

阿尼亞馬
- 法國蓬托-孔博

布瓦凱
- 布吉納法索博博迪烏拉索[47]
- 西班牙科斯拉達[135]
- 法國洛特河畔新城[136]

達洛亞
- 巴西坎皮納斯[22]
- 法國波城[137]

曼鎮
- 法國貝桑松

## 賴索托
萊里貝
- 英國威爾斯克里米奇（英语：Crymych）

馬塞盧
- 美國奧斯汀

## 賴比瑞亞
巴克利維爾
- 美國洛厄尔

布坎南
- 美國溫斯頓-撒冷

邦加
- 美國巴爾的摩

蒙羅維亞
- 美國代頓[141]
- 中華民國臺北市[40]

## 利比亞
班加西
- 土耳其伊斯坦堡

的黎波里
- 巴西贝洛奥里藏特[142]
- 埃及開羅[143]
- 西班牙馬德里[144]
- 黎巴嫩埃爾米納[145]
- 波赫塞拉耶佛[21]

## 馬達加斯加
安齊拉貝
- 法國蒙呂松[146]
- 挪威斯塔萬格[147]
- 模里西斯瓦科阿-菲尼克斯[148]

安齊拉納納
- 模里西斯路易港

塔那那利佛
- 加拿大蒙特利尔[150]
- 中華人民共和國南寧市[105]
- 法國尼斯[151]
- 中華人民共和國蘇州市[80]
- 俄羅斯沃爾庫塔[152]
- 亞美尼亞葉里溫[153]

## 馬拉威
布兰太尔
- 德國漢諾威[154]
- 中華民國高雄市[155]

利隆圭
- 中華人民共和國南寧市[105]
- 中華民國臺北市[40]

松巴
- 美國厄巴纳

## 馬利
巴馬科
- 法國昂熱
- 土庫曼阿什哈巴德
- 布吉納法索博博迪烏拉索
- 法國波爾多
- 塞內加爾達喀爾
- 茅利塔尼亞努瓦克肖特
- 美國羅徹斯特

塞古
- 法國昂古莱姆
- 美國里士满

通布图
- 德國开姆尼茨
- 英國威爾斯瓦伊河畔海伊
- 突尼西亞凱魯萬
- 摩洛哥馬拉喀什
- 法國桑特
- 美國坦佩

## 茅利塔尼亞
努瓦迪布
- 摩洛哥卡薩布蘭卡[160]
- 中華人民共和國福州市[161]
- 西班牙拉斯帕爾馬斯[162]

努瓦克肖特
- 馬里巴馬科[46]
- 塞內加爾達喀爾[103]
- 巴勒斯坦東耶路撒冷[163]
- 中華人民共和國蘭州市[164]
- 西班牙馬德里[87]

## 模里西斯
羅斯希爾
- 中華人民共和國常州市

大港區
- 塞席爾拜拉扎爾區
- 中華人民共和國青島市
- 英國英格蘭斯佩爾索恩
- 馬達加斯加南塔那那利佛區

路易港
- 埃及亞歷山卓
- 馬達加斯加安齊拉納納
- 塞內加爾達喀爾
- 卡達杜卡
- 中華人民共和國佛山市
- 巴基斯坦卡拉奇
- 法國瓜德罗普拉芒坦
- 莫三比克马普托
- 模里西斯馬蒂蘭港
- 法國留尼汪拉波西申（英语：La Possession）
- 南非比勒陀利亞
- 法國聖馬洛

卡特勒博爾納
- 馬達加斯加安巴拉沃
- 中華人民共和國大慶市
- 法國留尼旺聖伯努瓦

瓦科阿-菲尼克斯
- 馬達加斯加安齊拉貝
- 印度浦那
- 法國留尼旺聖蘇珊娜（英语：Sainte-Suzanne, Réunion）

## 莫三比克
貝拉
- 葡萄牙阿加尼爾[168]
- 美國波士頓[119]
- 英國英格蘭布里斯托尔[169]
- 葡萄牙科英布拉[170]
- 義大利帕多瓦[171]
- 葡萄牙波爾圖[172]
- 葡萄牙塞沙爾[27]
- 葡萄牙辛特拉[28]

马普托
- 土耳其安卡拉[82]
- 中華人民共和國成都市[173]
- 南非德班[102]
- 巴西瓜魯柳斯[174]
- 印尼雅加達[175]
- 葡萄牙里斯本[31]
- 巴西里約熱內盧[176]
- 模里西斯路易港[149]
- 中華人民共和國上海市[177]

彭巴
- 義大利雷焦艾米利亚

## 納米比亞
温得和克
- 德國柏林
- 古巴哈瓦那
- 南非約翰尼斯堡
- 牙買加京斯敦
- 中華人民共和國南京市
- 美國里士满
- 美國圣安东尼奥
- 中華人民共和國上海市
- 中華人民共和國蘇州市
- 德國特羅辛根

鲸湾港
- 南非德拉肯斯坦自治市（英语：Drakenstein Local Municipality）[182]
- 挪威克里斯蒂安桑[183]
- 波札那洛巴策[182]
- 中華人民共和國溫州市[184]

## 尼日
尼亞美
- 土耳其安卡拉

## 奈及利亞
阿薩巴
- 美國斯托克顿

伊巴丹
- 美國克利夫兰

伊費
- 美國歐柏林[186]
- 巴西薩爾瓦多[187]
- 美國聖貝納迪諾[188]

拉哥斯
- 美國亞特蘭大[38]
- 巴西贝洛奥里藏特[29]
- 羅馬尼亞布加勒斯特[189]
- 千里達及托巴哥西班牙港[190]

奧尼查
- 美國康普頓
- 美國印第安納波利斯

奧盧
- 美國奧斯汀

奧紹博
- 美國阿什維爾[192]
- 美國威尔明顿[193]

奧韋里
- 美國格雷沙姆（英语：Gresham, Oregon）

哈科特港
- 美國堪薩斯城

## 盧安達
吉佳利
- 美國俄克拉荷馬市[196]
- 美國聖貝納迪諾[188]

## 聖多美普林西比
洛巴塔縣
- 葡萄牙塞沙爾

倫巴縣
- 葡萄牙莫拉[197]
- 葡萄牙波爾圖[172]
- 葡萄牙聖瑪爾塔迪佩納吉昂[198]

梅索西縣
- 葡萄牙基馬拉斯, Portugal[199]
- 維德角塔拉法爾縣[200]

普林西比自治區
- 葡萄牙阿馬多拉[23]
- 葡萄牙法魯[201]
- 葡萄牙馬爾科-德卡納維澤斯[202]
- 葡萄牙奧埃拉什[203]

聖多美
- 葡萄牙里斯本

## 塞內加爾
達喀爾
- 美國安娜堡[204]
- 亞塞拜然巴庫[205]
- 馬里巴馬科[103]
- 甘比亞班竹[103]
- 幾內亞比索比索[103]
- 剛果共和國布拉柴维尔[76]
- 摩洛哥卡薩布蘭卡[160]
- 幾內亞科納克里[103]
- 法國第戎[206]
- 伊朗伊斯法罕[207]
- 剛果民主共和國金夏沙[76]
- 法國馬賽[208]
- 美國邁阿密-戴德郡[209]
- 義大利米蘭[210]
- 茅利塔尼亞努瓦克肖特[103]
- 阿爾及利亞瓦赫蘭[14]
- 模里西斯路易港[149]
- 阿根廷羅薩里奧[211]
- 突尼西亞斯法克斯[212]
- 中華民國臺北市[40]
- 美國華盛頓特區[213]

久爾貝勒
- 法國亞維農

格迪亞瓦耶
- 美國伯明翰

考拉克
- 義大利奧斯塔[215]
- 法國梅里尼亞克[216]

姆布爾
- 法國孔卡爾諾, France[217]
- 美國杰克逊[218]
- 比利時莫倫貝克-聖讓[219]

呂菲斯克
- 法國埃南-博蒙[220]
- 巴西里約熱內盧[176]

圣路易
- 義大利博洛尼亚[221]
- 摩洛哥非斯[49]
- 比利時列日[83]
- 法國里尔[222]
- 美國圣路易斯[223]

捷斯
- 法國卡昂[224]
- 法屬圭亞那卡宴[225]
- 德國索林根[226]
- 突尼西亞蘇塞[227]

濟金紹爾
- 法國贡比涅[228]
- 義大利里米尼[229]
- 法國聖莫代福塞[230]
- 維德角聖菲利佩縣[231]

## 塞席爾
維多利亞
- 中華人民共和國海口市[232]
- 越南河內市[233]
- 印度帕納吉[234]

## 獅子山
弗里敦
- 美國查爾斯頓[235]
- 中華人民共和國合肥市[236]
- 美國堪薩斯城[195]
- 英國英格蘭赫爾河畔京士頓[237]
- 美國纽黑文[238]

## 索馬利亞
加勒卡約
- 土耳其布爾薩

摩加迪休
- 土耳其安卡拉[82]
- 卡達杜哈[239]
- 美國聖保羅[84]

## 蘇丹
加達里夫
- 巴勒斯坦汗尤尼斯

喀土穆
- 衣索比亞阿迪斯阿貝巴[91]
- 土耳其安卡拉[82]
- 巴西巴西利亞[241]
- 埃及開羅[143]
- 土耳其伊斯坦堡[73]
- 土耳其馬尼薩[242]
- 俄羅斯聖彼得堡[243]
- 伊朗德黑蘭[244]
- 中華人民共和國武漢市[245]

## 坦尚尼亞
阿魯沙
- 美國德罕
- 奧地利米爾茨楚施拉格
- 美國堪薩斯城 (密蘇里州)
- 西撒哈拉提法里提

达累斯萨拉姆
- 中華人民共和國常州市[247]
- 德國漢堡[248]
- 中華人民共和國柳州市[249]
- 土耳其薩姆松[250]

多多马
- 奧地利林茨

莫希
- 美國德拉海灘[252]
- 瑞典哈爾姆斯塔德市[253]
- 德國蒂宾根[254]

姆特瓦拉
- 英國英格蘭雷迪奇

穆索馬
- 英國英格蘭卡爾德代爾（英语：Calderdale）

姆萬扎
- 德國维尔茨堡

辛吉達
- 奧地利萨尔茨堡

坦噶
- 德國埃肯弗德[259]
- 美國托莱多[260]

桑给巴尔市
- 中華人民共和國海口市[232]
- 德國波茨坦[261]
- 土耳其薩卡里亞省[262]

## 多哥
阿塔帕梅
- 法國尼奧爾

達龐
- 法國伊西萊穆利諾

帕利梅
- 法國布雷敘爾

洛美
- 德國杜伊斯堡[266]
- 中華人民共和國深圳市[267]
- 中華民國臺北市[40]

## 烏干達
恩德培
- 以色列亞實基倫[268]
- 瑞典卡尔马市镇[269]
- 中華人民共和國武漢市[245]

## 西撒哈拉
比爾萊赫盧
- 義大利比森齐奥营[270]
- 義大利蒙特瓦爾基[271]
- 西班牙諾韋爾達[272]
- 西班牙波蘇埃洛-德阿拉爾孔[273]
- 義大利普拉托[274]

## 尚比亞
卡薩馬
- 美國克洛維斯 (新墨西哥州)

基特韋
- 羅馬尼亞巴亞馬雷[276]
- 美國底特律[277]

利文斯顿
- 葡萄牙豐沙爾[278]
- 美國圣菲[279]

路沙卡
- 衣索比亞阿迪斯阿貝巴[91]
- 美國阿布奎基[280]
- 波蘭比亚韦斯托克[281]
- 塔吉克杜尚別[282]
- 美國洛杉磯[283]
- 中華人民共和國南京市[284]

恩多拉
- 俄羅斯馬哈奇卡拉[8]
- 葡萄牙波爾圖[172]

## 辛巴威
布拉瓦約
- 英國蘇格蘭阿伯丁
- 南非普利托利亞

哈拉雷
- 衣索比亞阿迪斯阿貝巴
- 美國辛辛那提
- 中華人民共和國廣州
- 俄羅斯喀山
- 德國慕尼黑
- 英國英格蘭諾丁漢

穆塔雷
- 美國波特蘭